# 霍姆亞克山
48°22′4.1″N 24°29′57.7″E / 48.367806°N 24.499361°E

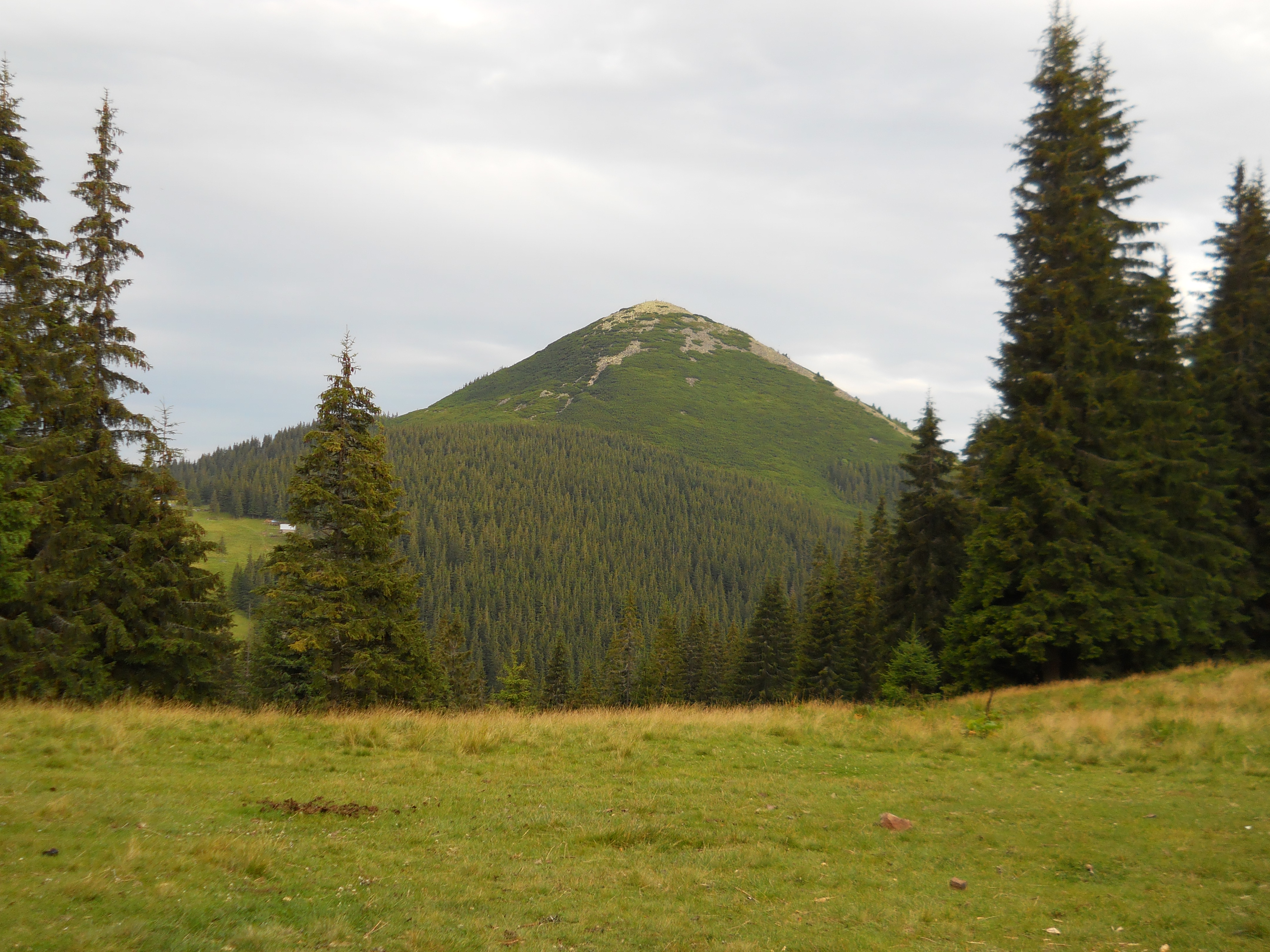

霍姆亞克山是烏克蘭的山峰，位於該國西部伊萬諾-弗蘭科夫斯克州，屬於烏克蘭喀爾巴阡山脈中戈爾加內山脈的一部分，海拔高度1,542米。